# Sheffield Supertram

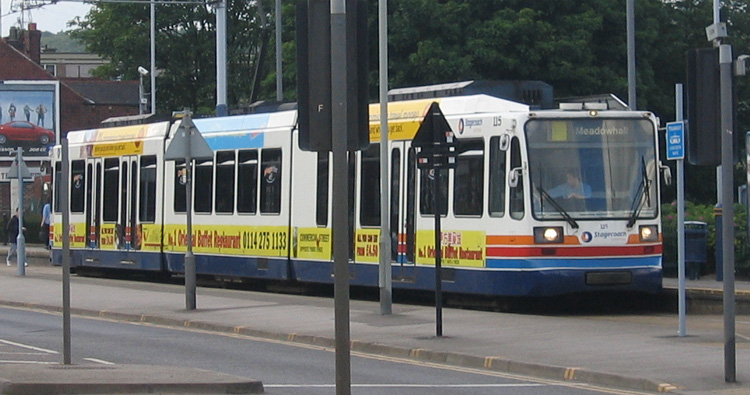
Tram aan het eindpunt Middlewood

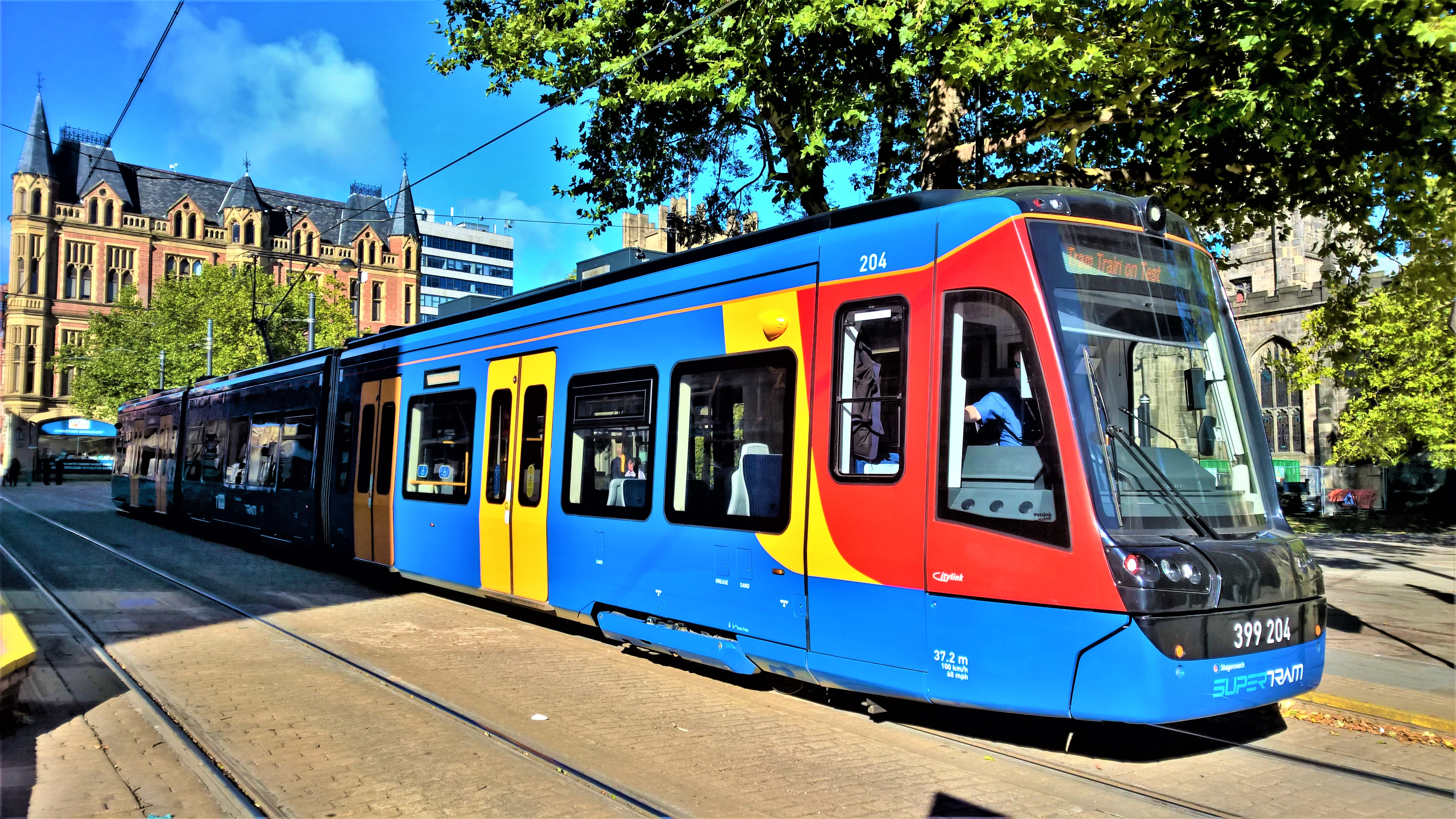
Stadler Citylink in het centrum

Sheffield Supertram is het sneltramnet van de Britse stad Sheffield dat in 1994 van start ging. De trams worden sinds december 1997 geëxploiteerd door de Stagecoach Group in opdracht van OV-autoriteit South Yorkshire Passenger Transport Executive (SYPTE). De concessie heeft een looptijd van 27 jaar. Jaarlijks maken 11 miljoen mensen gebruik van de Sheffield Supertram.

## Geschiedenis
Eerder had Sheffield al een tramnet, dit ging van start als paardentram in 1873. De ombouw naar elektrische lijnen begon al in 1899. In 1951 had het netwerk een lengte van ruim 77 km, maar in 1960 sloot de laatste tramlijn van het eerste net.
De bouw van het sneltramnet is begonnen in 1991. De opening vond plaats op 21 maart 1994. Op 23 oktober 1995 werd het net verlengd. De aanleg had tot dan toe 240 miljoen Britse pond gekost. The tramtrein verlenging naar Rotherham werd op 25 oktober 2018 in gebruik genomen. Er zijn plannen voor nieuwe tramlijnen naar Dore, Fulwood en Maltby.

## Materieel
- Het eerste trammaterieel is in 1993 gebouwd door Duewag (nu Siemens). De 25 lagevloertrams (101–125) zijn 34,8 meter lang en 2,65 meter breed.
- Een tweede levering is in 2014-15 gebouwd door Stadler. De 7 lagevloertrams van het type Citylink (201–207) zijn geschikt voor tramtrein-exploitatie. Ze zijn 37,2 meter lang en 2,65 meter breed.

## Netwerk
Het netwerk is 29 kilometer lang en wordt bereden door drie lijnen. De noordwestelijke tak naar Middlewood/Malin Bridge wordt bediend door de lijnen geel (Middlewood) en blauw (Malin Bridge). De noordoostelijke tak naar Meadowhall wordt bediend door lijn geel en lijn paars (alleen overdag). De zuidoostelijke tak naar Halfway wordt bediend door lijn blauw en lijn paars (tot Herdings Park).

### Lijnen

Het netwerk in 2024

| Geel  | Middlewood - Leppings Lane - Hillsborough Park - Hillsborough - Bamforth Street - Langsett/Primrose Ridge - Infirmary Road - Shalesmoor - Netherthorpe Road - University of Sheffield - West Street - City Hall - Cathedral - Castle Square - Fitzalan Square/Ponds Forge - Hyde Park - Cricket Inn Road - Nunnery Square - Woodburn Road - Attercliffe - Arena/Olympic Legacy Park - Valley Centretainment - Carbrook - Meadowhall South/Tinsley - Meadowhall Interchange |
| Blauw | Malin Bridge - Hillsborough - Bamforth Street - Langsett / Primrose - Ridge - Infirmary Road - Shalesmoor - Netherthorpe Road - University of Sheffield - West Street - City Hall - Cathedral - Castle Square - Fitzalan Square/Ponds Forge - Sheffield Station/Sheffield Hallam University - Granville Road/The Sheffield College - Park Grange Croft - Park Grange - Arbourthorne Road - Spring Lane - Manor Top/Elm Tree - Hollinsend - Gleadless Townend - White Lane - Birley Lane - Birley Moor Road - Hackenthorpe - Donetsk Way - Moss Way - Crystal Peaks - Beighton/Drake - House Lane - Waterthorpe - Westfield - Halfway |
| Paars | Herdings Park - Herding/Leighton Road - Gleadless Townend - Hollinsend - Manor Top/Elm Tree - Spring Lane - Arbourthorne Road - Park Grange - Park Grange Croft - Granville Road/The Sheffield College - Sheffield Station/Sheffield Hallam University - Fitzalan Square/Ponds Forge - Castle Square - Cathedral (alleen overdag wordt er doorgereden naar: Castle Square - Fitzalan Square/Ponds Forge - Hyde Park - Cricket Inn Road - Nunnery Square - Woodburn Road - Attercliffe - Arena/Olympic Legacy Park - Valley Centertainment - Carbrook - Meadowhall South/Tinsley - Meadowhall Interchange)                            |
| Zwart | Cathedral - Castle Square - Fitzalan Square/Ponds Forge - Hyde Park - Cricket Inn Road - Nunnery Square - Woodburn Road - Attercliffe - Arena/Olympic Legacy Park - Valley Centertainment - Carbrook - Meadowhall South/Tinsley - Rotherham Central - Parkgate |